# Lubniewice
Lubniewice je město v Polsku v Lubušském vojvodství v okrese Sulęcin. Je centrem městsko-vesnické gminy Lubniewice. Leží poblíž jezer Lubiąż a Krajnik. V roce 2021 zde žilo 2 061 obyvatel.

## Historie
První zmínka o místní pevnosti pochází z roku 1287.
Od konce sedmnáctého století se zde usazovali Polští bratři a protestanti ze Slezska.